# I. al-Mutadid abbászida kalifa
I. Al-Mutadid billáh (arab betűkkel المعتضد بالله – al-Muʿtaḍid billāh), eredeti nevén Abu l-Abbász Ahmad (arabul أبو العباس أحمد – Abū l-ʿAbbās Aḥmad; 857 – Mezopotámia, Bagdad, 902. április 5.), al-Mutamid unokaöccse volt az Abbászida-dinasztia tizenhatodik kalifája (uralkodott 892-től haláláig). Uralkodói nevének (al-Mutadid billáh) jelentése: Istennel együttműködő.

## Útja a trónig
Al-Mutavakkil al-Muvaffak nevű fiától származott, aki 875 óta fivére, al-Mutamid helyett uralkodott gyakorlatilag teljhatalommal. 889 körül al-Muvaffak megbetegedett, ekkor fiára szálltak funkciói, akit korábban már el is ismertetett a kalifátus örökösének. Apja 891-ben halt meg, nagybátyja pedig 892-ben követte (feltehetően az ő közreműködésével), így lépett trónra. 

## Uralkodása
Al-Mutadid rendkívüli könyörtelenségéről volt ismert, amivel a lázadókkal és ellenfeleivel bánt: ezeket látványos és elrettentő módokon kínoztatta meg és végeztette ki. Börtönei is hírhedtek voltak. Mindemellett kiváló adminisztrátorokkal vette körül magát, akik segítségére voltak az állam megerősítésében. A kalifa költséges hadjáratai és építkezései ellenére évről évre mind nagyobb összegeket sikerült megtakarítani, így tovább növelve a bagdadi kormányzat mozgásterét.
Tíz évig tartó uralkodása során apja nyomdokain haladt a kalifai hatalom megerősítésében: igyekezett kihasználni az egyiptomi Túlúnidák hatalmának megrendülését, akik sikerei láttán siettek elismerni a főségét, keleten pedig egymás ellen hangolta a veszélyes hadurakat. Eközben számos hadjáratot indított Felső-Mezopotámia (arabul Dzsazíra) és Nyugat-Irán hódoltatására, sikeresen kiterjesztve a központi hatalom ellenőrzése alatt álló területeket. 
898-ban Amr ibn al-Lajszot, Horászán emírjét Transzoxánia helytartói címével is megajándékozta, noha azt a számánida Iszmáíl már birtokolta. A 900-as balhi csata Iszmáíl diadalával ért véget, Amr maga fogságba esett, területeire pedig ellenfelét nevezte ki a kalifa. A Szaffáridák dinasztiája ezzel rövid virágzás után visszaszorult Szisztánba. Iszmáíl a következő évben a tabarisztáni zajdita síita államot is hódoltatta. Ezzel ugyan nem került közvetlen bagdadi irányítás alá Észak- és Kelet-Irán, de legalább egy olyan lojális dinasztia ellenőrzése alá kerültek a területek, amely névleg elismerte a kalifa fennhatóságát. Ugyanez volt igaz Muhammad ibn Abí sz-Szádzsra, Azerbajdzsán 889/890-ben kinevezett helytartójára, aki, bár eleinte függetlenül próbált uralkodni, végül elismerte al-Mutadid főségét.

## Lásd még
- Kalifák listája
- Kalifák családfája

| Elődje: al-Mutamid | Kalifa 892 – 902 | Utódja: al-Muktafí |